# Viaduc de la Chocolatière

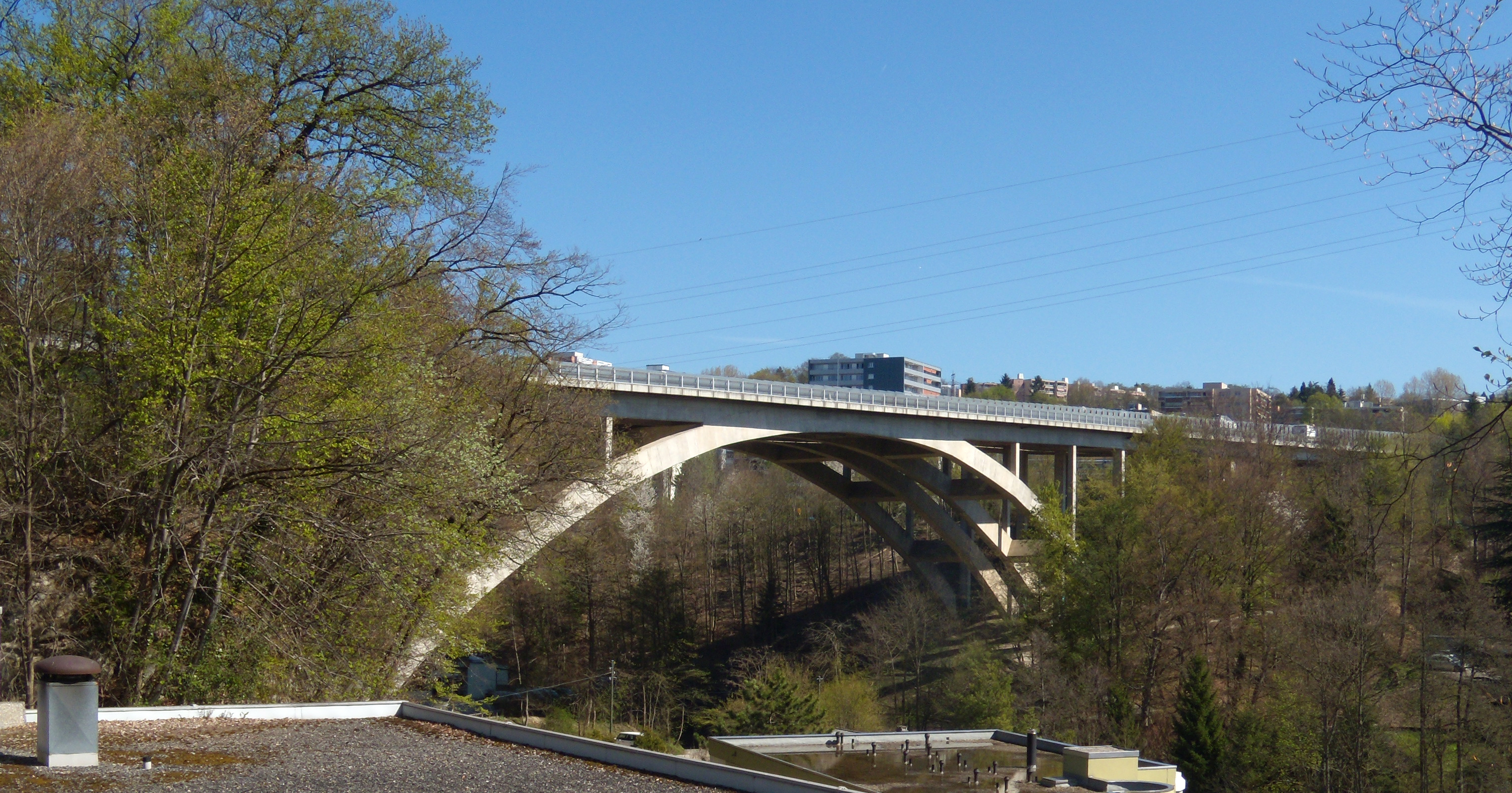
Die Autobahnbrücke, von der Seite (2011)

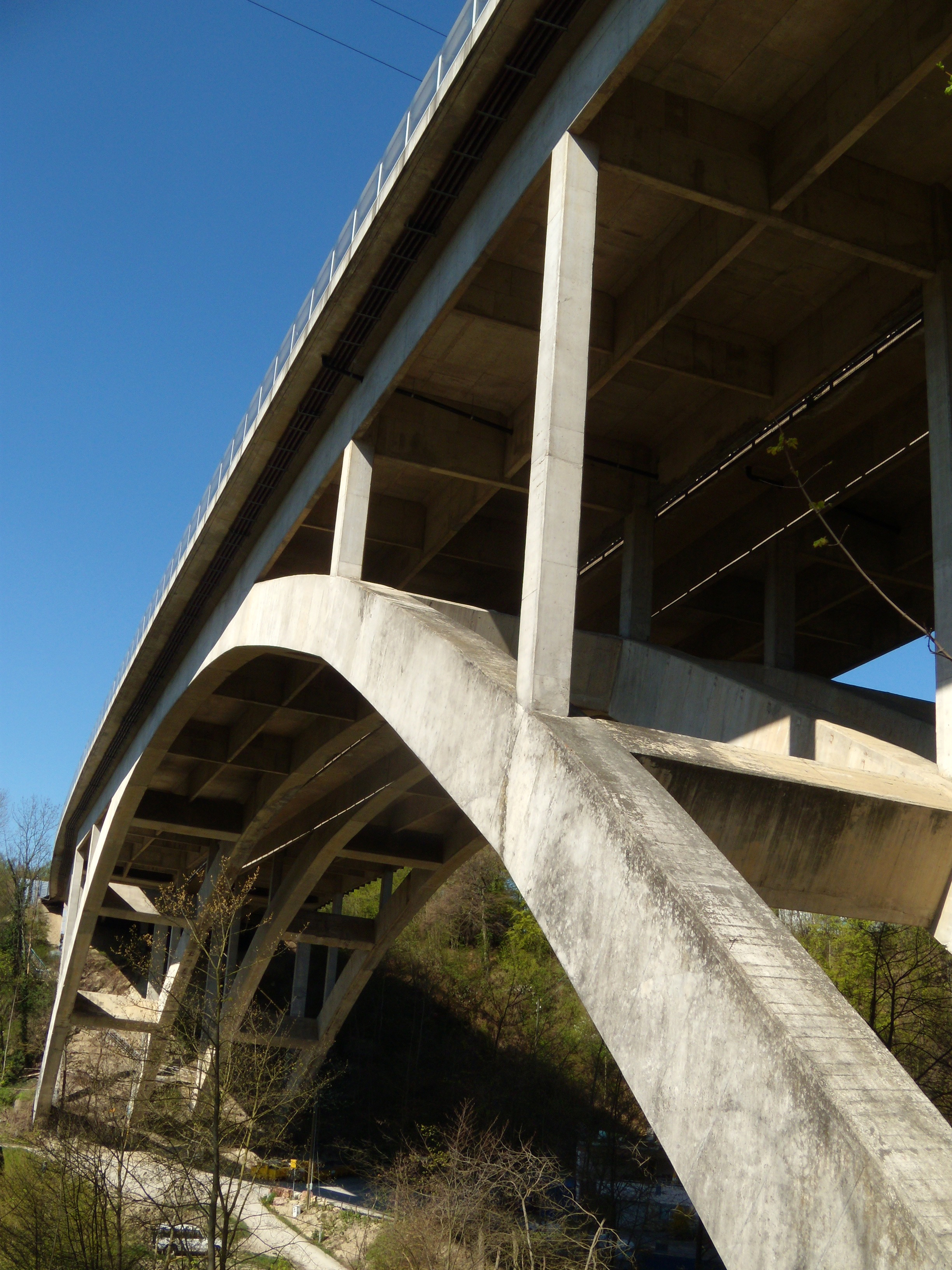
Bögen von unten (2011)

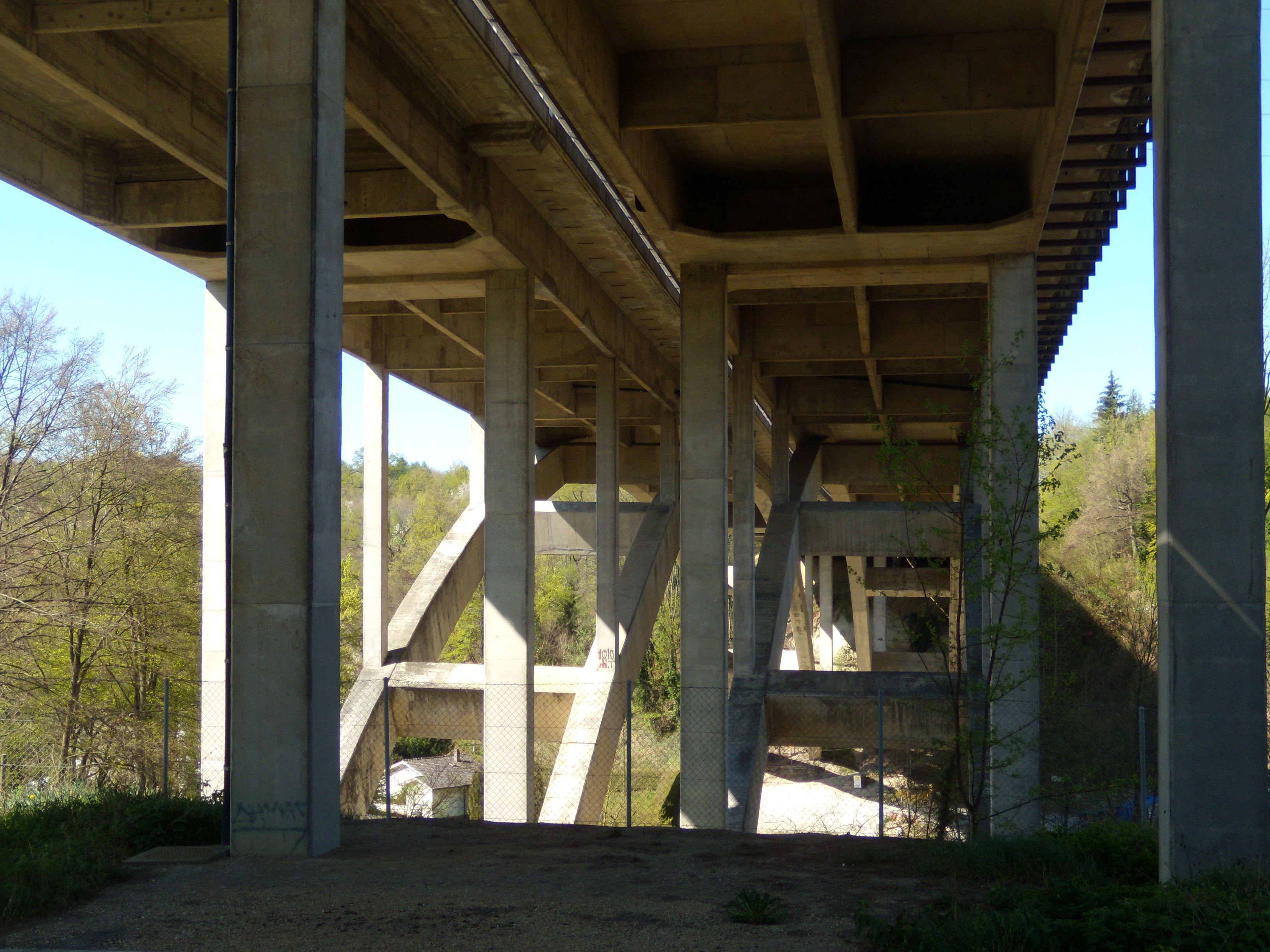
Unter den Fahrbahnen, Westseite (2011)

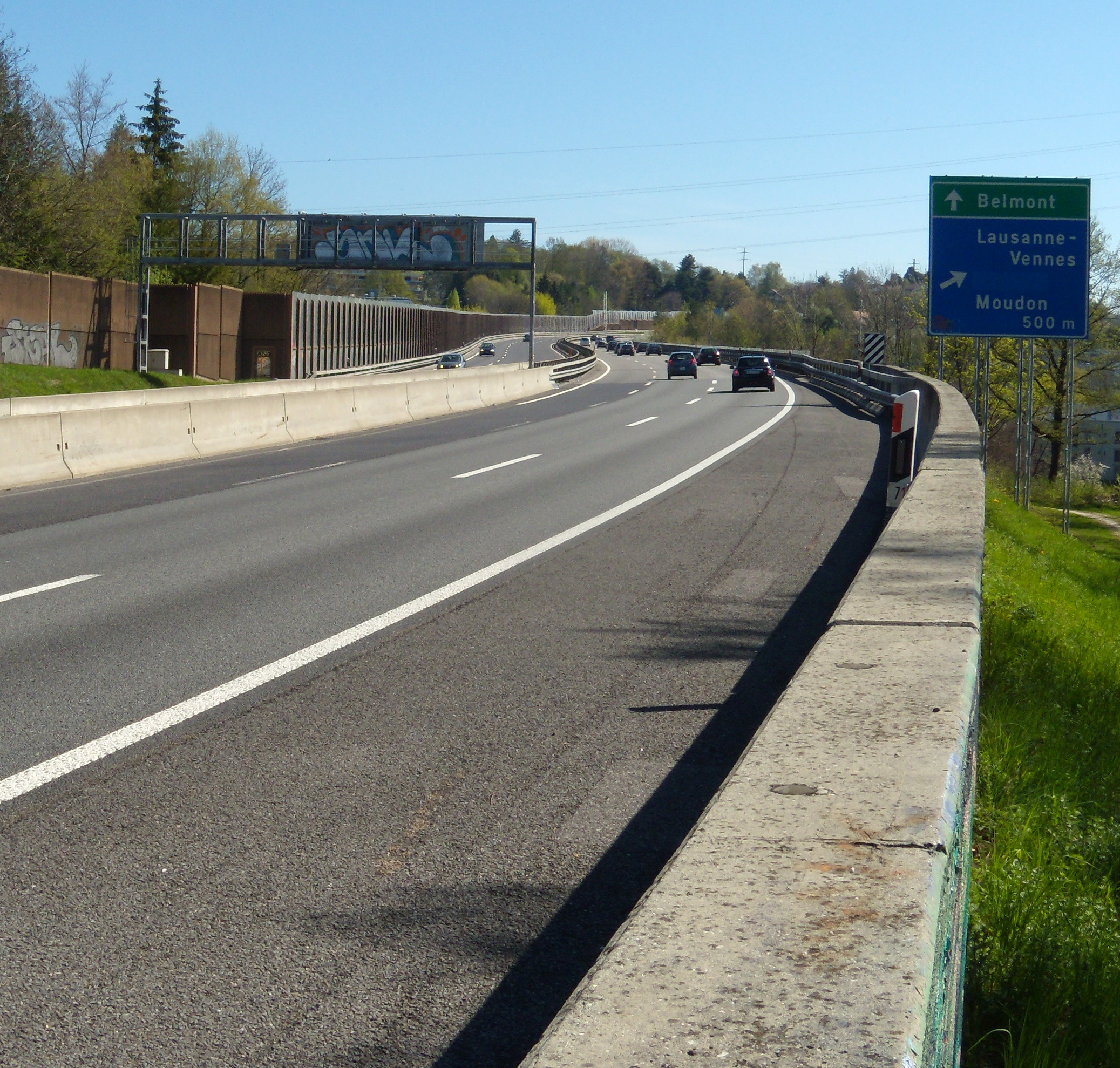
Fahrbahnen, Schild Ausfahrt "Lausanne-Vennes, 500 m" (2011)

Der Viaduc de la Chocolatière (auch Pont sur le Flon) ist eine Brücke der Schweizer Autobahn A9 und liegt damit gleichzeitig im Schweizer Abschnitt der Europastraße 62. Sie war eine der ersten grossen Autobahnbrücken in der Schweiz.

## Lage und Konstruktion
Das grosse Ingenieurbauwerk befindet sich auf dem Gebiet der Stadt Lausanne im Kanton Waadt. Auf der Brücke überquert die Autobahn A9 das tiefe Tal des Flusses Flon, der aus dem Waldgebiet des Jorat gegen Süden durch die Stadt Lausanne zum Genfersee fliesst. Unmittelbar östlich der Brücke liegt die Zufahrt 10 Lausanne-Vennes von der Hauptstrasse 1 auf die Autobahn, zwei Kilometer westlich die Auffahrt 9 Lausanne-Blécherette in der Nähe des Flugplatzes Lausanne-La Blécherette.
Der doppelte Autobahnviadukt mit der Bezeichnung Viaduc de la Chocolatière oder auch Pont du Flon ist 434,30 Meter lang. Die Hauptbrücken überspannen nebeneinander das tief in den Molassefelsen eingegrabene Tobel des Flon 50 Meter über dem Flussbett auf 120 Meter weiten Bögen aus armiertem Beton. Die Bögen bestehen aus zwei parallelen Trägern von 2,20 bis 2,40 m Höhe, die mit Querbalken verbunden sind. Beidseits davon steht der Viadukt mit Betonstützen auf dem hoch über dem Flusstal liegenden Vorland. Die beiden Fahrbahnen sind 12,9 m breit.

## Geschichte
Der Name Viaduc de la Chocolatière kommt von einer ehemaligen Schokoladenfabrik, die in der Nähe der Baustelle am Flon stand. 1849 hatte Charles-Amédée Kohler, ein Pionier der Lebensmittelindustrie, die dort befindliche Sägerei der Gemeinde Sauvabelin gekauft und darin eine der ersten Schokoladefabriken der Schweiz eingerichtet. 1896 wurde der Fabrikationsbetrieb nach Echandens verlegt, wo noch bis 1907 Schokolade hergestellt wurde. 1904 fusionierten die Schokoladefabriken Kohler und Peter-Cailler et Compagnie, 1911 auch mit Cailler und 1929 mit Nestlé.
Die Brücke entstand im Hinblick auf die Landesausstellung Expo 64 in Lausanne als Teil der Umfahrungsstrasse der Agglomeration Lausanne. 1964 wurde nur eine der beiden Brücken für den Verkehr freigegeben, die zweite erst 1973 mit der ganzen Autobahnstrecke von Lausanne durch das Lavaux-Gebiet bis nach Villeneuve.
Die Bauleitung der Autobahnbrücken lag bei der kantonalen Fachstelle Bureau de construction des autoroutes du canton de Vaud. Mit der Ausführung wurde die Baufirma Cobal in Lausanne beauftragt.
Der Entwurf für die Doppelbrücke stammt vom Planungsbüro des Westschweizer Ingenieurs Alexandre Sarrasin (1895–1976), der auch ausserordentlicher Professor an der École polytechnique de l’Université de Lausanne (EPUL) war. Sarrasin plante zahlreiche bedeutende Industrie- und Verkehrsbauwerke aus Stahlbeton im Genferseegebiet und im Kanton Wallis. Dazu gehören kühne Betonbrücken wie die Merjenbrücke bei Stalden (1930) im Mattertal und die erste Gueurozbrücke (1934) bei Martigny, in ihrer Bauzeit die höchste Brücke Europas, sowie die Nestlé-Hauptverwaltung in Vevey (1960). Der ebenfalls von Sarrasin entwickelte, 1962 fertiggestellte Aubonne-Viadukt der Autobahn A1 und die Brücke über den Flon waren die ersten sehr grossen Autobahnbrücken der Schweiz.
2018 wurden die Betonkonstruktion und die Fahrbahn der bergseitigen Flonbrücke technisch saniert.